# 佐野亜裕美
佐野 亜裕美（さの あゆみ、1982年 - ）は、日本のテレビプロデューサー。TBSテレビを経て関西テレビ放送所属。代表的プロデュース作品にテレビドラマ『カルテット』など。

## 経歴
静岡県富士市出身。静岡県立富士高等学校卒業。東京大学文科I類に入学するも進学振分け(現在の進学選択)では後期課程教養学部を選び、東京大学教養学部超域文化科学科（表象文化論専攻）卒業。
大学院への進学を希望していたが、親の金銭的援助を得られないままでは難しいと判断し、大学院進学を断念。就職活動後の2006年に東京放送（TBS）へ入社し、『王様のブランチ』のADなどを経て、小さいころからドラマをたくさん観ていたことからドラマプロデューサーを目指し、2009年よりドラマ制作部に所属。『渡る世間は鬼ばかり』の助監督を担当し、石井ふく子から影響を受ける。
2013年の『潜入探偵トカゲ』で初めてのプロデューサーを担当。その後、海外事業部に異動するが職務内容が肌に合わず、現役で働いている間はなるべくドラマ制作の現場にいたいという理由と抱えているいくつかのドラマの企画を成立させたいという考えから転職を決める。
脚本家の坂元裕二へ退職をする報告とその理由を説明した際に「カンテレ（関西テレビ放送）とかいいんじゃないですか?」と薦められたことから転職先として関西テレビに興味を持ち、多種多様なドラマを制作している自由な体制に魅力を感じたという理由と転職希望先のドラマ制作部に佐野が抱えているいくつかのドラマの企画が認められたという理由から2020年6月より関西テレビ放送に転職。
2023年年明けよりスタートする新会社CANSOKSHAを設立したことを自身のTwitterで発表。

## 人物
好きなドラマを聞かれた際は『それでも、生きてゆく』、『きらきらひかる』、『ケイゾク』、『カーネーション』、『北の国から』の名前を挙げている。また、様々な海外ドラマを観ることが日課となっており、好きな海外ドラマに『ベター・コール・ソウル』の名前を挙げている。
TBSに入社して2年目の頃、飲みの席の流れから上司に無理矢理ホテルへ連れ込まされそうになったことがある。その場からどうにか逃げ出した後、相手が上司だったため「（自身にとって念願であった）ドラマ制作部を追い出されたらどうしよう」と不安になり、後日他の上司へ相談した。結果的にその人は番組に残らざるをえないということになり、佐野が番組を抜けるか抜けないかという話になった。当時は佐野自身も受けた被害を有耶無耶にしたまま働いていたが、そのあと会社の後輩が性加害を受けた話を聞いたり、自分が現場で年上になる場面が増えたことから自身が被害を受けた時にちゃんと戦わなかったことを後悔するようになったと2022年に掲載された記事の中で話している。
ドラマプロデューサーという仕事の魅力や面白さについて、この世界に生み出された脚本を初めて読む1人目の読者になれること、スタッフやキャスト含めて約100人もの人たちが関わった結果すべての力が合わさってドラマが完成したときの喜び、完成した作品が視聴者のもとに届いて色々な反応をもらった時の3つを挙げている。
主にテーマや企画を1人で立ち上げてからそのあとに脚本家や監督に依頼するというスタイルではなく、一緒に仕事をしたい脚本家や監督などの仲間を見つけ、その人と一緒に初期段階の企画やプロダクションデザイン、主役のキャスティングの段階まで互いに話し合い、理想的な現場や撮影のプロダクションをしっかりと具体的に共有した後、脚本家には脚本、物語の構想や創作の仕事などに取り掛かってもらう形でドラマのプロデュースを行っている。
「生きづらさを感じている人のためのドラマ制作に関わっていたい」と考えている。
関西テレビ東京支社に入社後のドラマ制作の過程はTBSテレビ時代とは大きく異なっており、監督やカメラアシスタントなど全ての人をゼロからキャスティングしなくてはいけなくなり当初は大変だったが、「自分が信頼できる人をキャスティングし、その信頼できる人が信頼する人をキャスティングしていく」という形に現在は落ち着いた。
例として、坂元裕二との企画会議において『大豆田とわ子と三人の元夫』のエンディングで松たか子にラップソングを歌ってもらいたいという話になった際、TBSテレビ時代の佐野の先輩である藤井健太郎に相談をして松たか子と今コラボをするラッパーは誰がいいかなど、細かい人選のアドバイスをヒップホップに詳しい藤井にしてもらっている。
2023年11月、不妊治療を経て出産し、産休中であることをTwitterで報告している。

## 受賞
- エランドール賞・プロデューサー賞（『カルテット』の共同プロデューサーである土井裕泰と共に受賞）[14]
- 大山勝美賞（『大豆田とわ子と三人の元夫』）[15]
- 芸術選奨文部科学大臣新人賞（放送部門）[16][17]

## 作品

### TBSテレビ時代
- 20年後の君へ（2012年）
- 潜入探偵トカゲ（2013年）
- 刑事のまなざし（2013年）
- ウロボロス〜この愛こそ、正義。（2015年）
- ORANGE 〜1.17 命懸けで闘った消防士の魂の物語〜（2015年）
- おかしの家（2015年）
- 99.9-刑事専門弁護士-（2016年）
- カルテット（2017年）
- 都庁爆破!（2018年）
- この世界の片隅に（2018年）

### 関西テレビ時代
- 大豆田とわ子と三人の元夫（2021年）
- 土曜ドラマ 17才の帝国（2022年、NHK総合）※NHKドラマを業務委託で制作
- エルピス-希望、あるいは災い-（2022年）